# F₄ (математика)
F4 — назва однієї з п’яти (компактних або комплексних) виняткових простих груп Лі, а також її алгебри Лі {\displaystyle {\mathfrak {f}}_{4}}. F4 має 4 ранг і розмірність 52. Група F4 однозв’язна, а її група зовнішніх автоморфізмів тривіальна. Найпростіше точне лінійне представлення групи F4, а також її алгебри Лі, 26-вимірно і незвідно.
Алгебра Лі F4 може бути отримана шляхом додавання до 36-вимірної алгебри Лі so(9) 16 генераторів, що перетворюються як спінори, аналогічно тому, як це робиться в конструюванні E8.

## Алгебра

### Кореневі вектори F4
{\displaystyle (\pm 1,\pm 1,0,0)},
{\displaystyle (\pm 1,0,\pm 1,0)},
{\displaystyle (\pm 1,0,0,\pm 1)},
{\displaystyle (0,\pm 1,\pm 1,0)},
{\displaystyle (0,\pm 1,0,\pm 1)},
{\displaystyle (0,0,\pm 1,\pm 1)},
{\displaystyle (\pm 1,0,0,0)},
{\displaystyle (0,\pm 1,0,0)},
{\displaystyle (0,0,\pm 1,0)},
{\displaystyle (0,0,0,\pm 1)},
{\displaystyle \left(\pm {\frac {1}{2}},\pm {\frac {1}{2}},\pm {\frac {1}{2}},\pm {\frac {1}{2}}\right)},
і прості додатні кореневі вектори
{\displaystyle (0,1,-1,0)},
{\displaystyle (0,0,1,-1)},
{\displaystyle (0,0,0,1)},
{\displaystyle \left({\frac {1}{2}},-{\frac {1}{2}},-{\frac {1}{2}},-{\frac {1}{2}}\right)}.

### Група Вейля/Коксетера
Для даної групи це - група симетрії гіпероктаедра.

### Матриця Картана
{\displaystyle {\begin{pmatrix}2&-1&0&0\\-1&2&-2&0\\0&-1&2&-1\\0&0&-1&2\end{pmatrix}}}

### Ґратка симетрії F4
4-вимірна об'ємноцентрована кубічна ґратка має F4 як точкову групу симетрії. Це поєднання двох гіперкубічних ґраток, точки кожної з яких лежать у центрах гіперкубів іншої, утворює кільце, називане кільцем кватерніонів Гурвіца. 24 кватерніони Гурвіца з нормою 1 утворюють гіпероктаедр.